# Nexo técnico epidemiológico previdenciário
O Nexo Técnico Epidemiológico Previdenciário (NTEP) é uma metodologia que tem o objetivo de identificar quais doenças e acidentes estão relacionados com a prática de uma determinada atividade profissional pelo INSS no Brasil. Com o NTEP, quando o trabalhador adquirir uma enfermidade inteiramente relacionada à atividade profissional, fica qualificado o acidente de trabalho. Nos casos em que houver relação estatística entre a doença ou lesão e o setor de atividade econômica do trabalhador, o nexo epidemiológico determinará automaticamente que se trata de benefício acidentário e não de benefício previdenciário normal.
Com a adoção dessa metodologia, é a empresa que deverá provar que as doenças e os acidentes de trabalho não foram causados pela atividade desenvolvida pelo trabalhador, ou seja, o ônus da prova passa a ser do empregador e não mais do empregado. Até a entrada em vigor do NTEP, ao sofrer um acidente ou contrair uma doença, o INSS ou o trabalhador eram os responsáveis por comprovar que os danos haviam sido causados pela atividade então desempenhada.

## Metodologia
O NTEP pressupõe, como decorrente do meio ambiente do trabalho, o benefício por incapacidade concedido pelo INSS cujo atestado médico apresente um código da doença (CID) que tenha relação com o CNAE (Código Nacional da Atividade Econômica) da empresa empregadora do trabalhador requerente. Como justificativa da Previdência Social para a implantação do NTEP, encontra-se a geração de dados mais precisos sobre acidentes de trabalho e doenças ocupacionais no Brasil, superando as dificuldades advindas da subdeclaração ou a não declaração da CAT (Comunicação de Acidente de Trabalho), além de permitir, também, a criação de instrumentos que permitam melhorar a gestão da área de benefícios por incapacidade e uma melhor formulação de políticas próprias da Previdência.
O NTEP serve também para critério de obtenção do fator acidentário de prevenção (FAP) - publicado no site da Receita Federal do Brasil em setembro de 2009, com eficacia a partir de janeiro de 2010. O FAP é um mecanismo para aumentar ou diminuir as alíquotas de contribuição das empresas ao Seguro de Acidente de Trabalho (SAT), dependendo do grau de risco de cada uma delas.
Para a caracterização do acidente de trabalho pela Previdência Social, além da lesão e da incapacidade para o trabalho, é requisito essencial a demonstração do nexo causal. Ao contrário dos acidentes típicos, em que o nexo causal é de fácil verificação, as doenças ocupacionais, pela sua própria natureza, impõem grandes dificuldades práticas para se estabelecer com precisão científica a relação causal entre a doença e o trabalho.
Como os laudos periciais, de modo geral, não conseguem determinar em suas conclusões, com certeza e exatidão, a relação de causalidade, tendendo a rejeitar a caracterização do acidente justamente pela falta de evidência de nexo causal, como também devido a equívocos interpretativos do INSS e do próprio Judiciário, que colocavam como condicionante da caracterização da doença ocupacional a prova inequívoca do nexo causal, o ônus da prova e do sofrimento ficavam todos para a vítima.
Porém, depois de várias análises, o Instituto Nacional do Seguro Social (INSS) unificou o reconhecimento dos nexos epidemiológico, de acidentes e de doenças do trabalho, reafirmando a nova metodologia do nexo epidemiológico e com a intenção clara de combater as subnotificações, que são os casos não informados à Previdência Social.
O NTEP e o FAP foram criados por uma tese de doutoramento na Faculdade de Ciências da Saude da Universidade de Brasília em 2008, intitulada: Nexo técnico epidemiológico previdenciário – NTEP e o fator acidentário de prevenção – FAP: Um Novo Olhar Sobre a Saúde do Trabalhador. [carece de fontes?]

## Nexos
O nexo técnico previdenciário foi discriminado em três categorias, na Instrução Normativa n° 31, assinada pelo Presidente do INSS, Marco Antônio de Oliveira:
- nexo técnico profissional ou do trabalho - fundamentado nas associações entre patologias e exposições constantes das listas A e B do Anexo II do Decreto 3.048/99, em que constam os fatores de exposição químicos, físicos e biológicos associados a cada doença;
- nexo técnico por doença equiparada a acidente de trabalho ou nexo técnico individual - decorrente de acidentes de trabalho (típicos ou de trajeto), bem como de condições especiais em que o trabalho é realizado e com ele relacionadas diretamente (§ 2º do art. 20 da Lei 8.213/91);
- nexo técnico epidemiológico previdenciário - aplicável quando houver significância estatística da associação entre o código da Classificação Internacional de Doenças - CID - e o da Classificação Nacional de Atividade Econômica – CNAE (doenças infecciosas e parasitárias relacionadas com o trabalho).